# Emmelie Konradsson
Emmelie Konradsson (født 9. april 1989) er en svensk fodboldspiller.
 Der er for få eller ingen kildehenvisninger i denne artikel, hvilket er et problem. Du kan hjælpe ved at angive troværdige kilder til de påstande, som fremføres i artiklen.